# 不萊梅城市快鐵
不萊梅城市快鐵（德語：Regio-S-Bahn Bremen/Niedersachsen）是德國城市不萊梅的S-Bahn系統，覆蓋不萊梅都市圈。不萊梅城市快鐵自2010年開始通車，現在共有4條路線，總長度270公里，擁有46個車站。